# Louis Eugène Roy
Louis Eugene Roy (1861 - 27 de octubre de 1939) fue un prominente banquero mulato haitiano seleccionado por el general estadounidense John H. Russell, Jr., alto comisionado estadounidense en Haití, para servir como presidente interino del país tras la renuncia de Louis Borno. 
Roy sirvió como Presidente de Haití del 15 de mayo al 18 de noviembre de 1930, tiempo durante el cual estuvo encargado de supervisar las elecciones a la nueva Asamblea Nacional. Cuando la Asamblea seleccionó a Sténio Vincent como presidente, Roy renunció.